# Блосвил
Блосвил (фр. Blosseville) насеље је и општина у северној Француској у региону Горња Нормандија, у департману Приморска Сена која припада префектури Дјеп.
По подацима из 2011. године у општини је живело 298 становника, а густина насељености је износила 42,82 становника/km². Општина се простире на површини од 6,96 km². Налази се на средњој надморској висини од 80 метара (максималној 79 m, а минималној 30 m).

## Демографија
| 1962. | 1968. | 1975. | 1982. | 1990. | 1999. | 2011. |
| ----- | ----- | ----- | ----- | ----- | ----- | ----- |
| 219   | 278   | 245   | 249   | 259   | 275   | 298   |

График промене броја становника у току последњих година